# Гомперц, Рихард
Рихард Гомперц (нем. Richard Gompertz; 27 апреля 1859, Кёльн — 25 июля 1921, Дрезден) — немецкий скрипач.
Учился в Кёльнской консерватории у Отто фон Кёнигслёва и Франца Деркума, затем с шестнадцати лет в Берлинской королевской школе музыки у Йозефа Иоахима. Совершив в 1879 году концертное турне по Германии, перебрался в Англию, заняв в 1880 году место концертмейстера музыкального общества Кембриджского университета, которым руководил Чарльз Вильерс Стэнфорд. С 1884 г. преподаватель, с 1890 г. профессор Королевского колледжа музыки в Лондоне. В 1888 г. основал в Лондоне струнный квартет, в котором на виолончели играл Эмиль Кройц, посвятивший свой струнный квартет Op. 42 (1896) трём своим товарищам по ансамблю. Гомперцу посвящены также скрипичная соната № 2 (1880) Самуэля де Ланге, струнный квартет № 2 Чарльза Вильерса Стэнфорда (1891), Баркарола Op.38 (1894) Эмануэля Моора.
Автор скрипичного концерта, сонат, других сочинений для скрипки, песен.